# Goghovit
Goghovit (in armeno Գոգհովիտ?) è un comune di 389 abitanti (2010) della Provincia di Shirak in Armenia.